# Święty mnich
Święty mnich (cs. преподобный) – jeden z tytułów świętych funkcjonujących w hagiografii prawosławnej. Tytuł ten przysługuje tym świętym, którzy zostali kanonizowani z powodu szczególnie bogobojnego i ascetycznego życia, jakie prowadzili będąc członkami wspólnot monastycznych. Cerkiewnosłowiański termin преподобный sugeruje, iż osoby te stały się całkowicie podobne, w zachowaniu i relacjach z innymi ludźmi, do Chrystusa poprzez porzucenie życia świeckiego, stosowanie praktyk ascetycznych, postów i szczególną rolę modlitwy w życiu. 
Niektórzy spośród świętych mnichów są dodatkowo określani szczegółowymi tytułami odnoszącymi się do ich życia: 
- tytuł świętego mnicha męczennika (cs. Преподобномученик) przysługuje świętym mnichom, którzy ponieśli śmierć męczeńską.
- tytuł stylity lub słupnika (gr. στυλίτης, cs. Столпник) przysługuje świętym mnichom, którzy prowadzili życie w odosobnieniu przebywając na wybranych do tego celu lub samodzielnie przygotowanych słupach i platformach.
- tytuł pustelnika (lub zatwornika, od cs. Затворник) przysługuje świętym mnichom, którzy spędzili całość lub część swojego życia zakonnego w całkowitym odosobnieniu, spędzając czas jedynie na modlitwie.